# سيد غرومان
سيدني باتريك غرومان (بالإنجليزية: Sid Grauman)‏ (17 مارس 1879 - 5 مارس 1950) كان منظم العروضٍ الأمريكي الذي أنشأ واحدًا من أشهر وأكثر المعالم زيارةً في كاليفورنيا الجنوبية، مسرح غرومان الصيني إلى جانب مسرح غرومان المصري بهوليوود، الذي يُعد أول مسرح يستضيف أوّل عرضٍ لفيلم. الفيلم كان روبن هود وقام ببطولته دوغلاس فيربانكس وكان ذلك في الليلة الافتتاحية للمسرح في 18 أكتوبر 1922.

## حياته الشخصية
وُلد سيدني لوالدين يهوديين هما: ديفيد غرومان (الذي توفي سنة 1921 في لوس أنجلوس، بكاليفورنيا) وروزا غولدسميث (1853-1936). أدّى والداه العديد من الأدوار المسرحيّة في حياتهما.

## الوفاة والإرث
تلقّى غرومان جائزة أوسكار فخريّة في سنة 1949 لرفعه لمستوى معارض السينما. تم تكريمه أيضًا بوضع نجمةٍ له في ممر الشهرة في هوليوود. كان غرومان أيضًا من المؤسسين الستّة والثلاثين لأكاديمية فنون وعلوم الصور المتحركة.
توفي غرومان في 5 مارس 1950 نتيجة انسداد الشريان التاجي في مركز سيناي الطبي في لوس أنجلوس. وقد دُفن في مقبرة منتزه فورست لون التذكاريّة في غلينديل، بكاليفورنيا.

## روابط خارجية
- سيد غرومان على موقع IMDb (الإنجليزية)
- سيد غرومان على موقع قاعدة بيانات الأفلام السويدية (السويدية)
- سيد غرومان على موقع قاعدة بيانات الفيلم (الإنجليزية)